# Porphyronota desfontainei
Porphyronota desfontainei är en skalbaggsart som beskrevs av Franz Antoine 1999. Porphyronota desfontainei ingår i släktet Porphyronota och familjen Cetoniidae. Inga underarter finns listade i Catalogue of Life.